# لجان الدفاع عن الجمهورية
لجان الدفاع عن الجمهورية سابقًا لجان الدفاع عن الاستفتاء هي شبكة من اللجان التي تعمل على المستوى المحلي والإقليمي والوطني في كاتالونيا. كان هدفها الأول هو تسهيل استفتاء الاستقلال الكتالوني. بعد الاستفتاء تبنوا الهدف الجديد للقتال من أجل جمهورية كاتالونيا، ودعوا علنًا إلى احتجاجات غير عنيفة وعصيان مدني. كما قامت لجان الدفاع عن الجمهورية بأعمال تخريبية، حيث أغلقت خطوط السكك الحديدية ومطار برشلونة الدولي.
تضم التجمعات أعضاء من المنظمات الاجتماعية والثقافية، والأحزاب المؤيدة للاستقلال والمواطنين الذين يسعون إلى تنظيم أنفسهم ضد قمع الحكومة الإسبانية في كل مدينة ومنطقة.
تم إنشاء لجان الدفاع عن الجمهورية في سبتمبر 2017 كمجموعات تطوعية أسستها مجموعة متنوعة من الجمعيات الشعبية. كان هدفهم الأولي هو التعاون مع تنفيذ استفتاء الاستقلال الكتالوني الذي تم تعليقه من قبل المحكمة الدستورية الإسبانية. بعد الاستفتاء روجت اللجان لمظاهرات ضد الشرطة الإسبانية ونظمت عدة تحركات خلال الإضراب العام في أكتوبر 2017.

## الاعتقالات
في 23 سبتمبر 2019 ألقى الحرس المدني القبض على 9 من أعضاء اللجان في برشلونة. تم مراقبة الأعضاء لأكثر من عام في إطار عملية جوداس، وتم القبض عليهم بتهمة الإرهاب وحيازة متفجرات. وزعمت التهمة أن المجموعة خططت لهجمات نتيجة محاكمة قادة استقلال كاتالونيا، واتهم 7 منهم في النهاية بالانتماء إلى جماعة إرهابية، وتصنيع وحيازة سلاح ناري، والتآمر لإحداث أضرار جنائية.